# テルミヌス

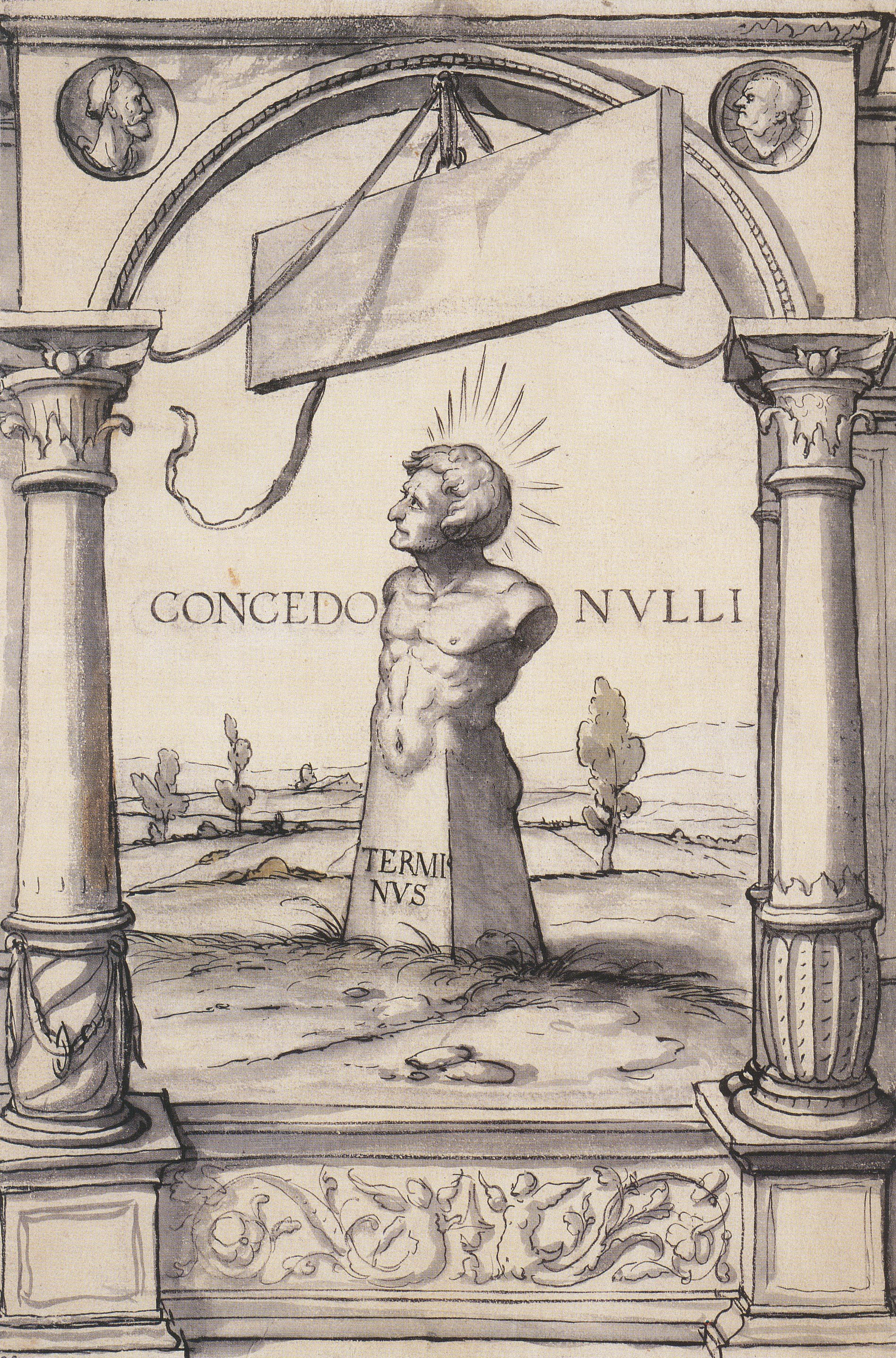
テルミヌスは、しばしば境界石（boundary stone）の上の胸像として描かれる。

テルミヌス（Terminus）は、ローマ神話における境界の標の神。標を意味するラテン語が名前の由来となっている。
土地所有者は毎年2月23日に境界石の神聖不可侵を確実にするために犠牲を捧げて、テルミヌスの栄誉において 「テルミナリア」と呼ばれる祝祭を執り行った。カピトリヌの丘にあるユピテル・オプティムス・マキシムス、ユーノー、ミネルウァ神殿はテルミヌス廟の上に建てられたと考えられており、彼は同神殿に合祀されている。テルミヌスは、時々"Jupiter Terminalis"という名前のもとで最高神ユーピテルの容姿と同一視された。
古代の著述家は、ローマ最初の王ロームルス（統治、紀元前753-717年）または彼の後継者ヌマ（同、紀元前717-673年）の治世の間に、テルミヌス崇拝がローマに導入されることを確信していた。現代の学者は、それを境界石に固有の（神聖な）力に対する初期アニミズムの崇拝が生き残ったものとか、あるいは財産分配に関わる神に対する始祖インド・ヨーロッパ信仰がローマ地域で発展したもの、など様々な見方をしている。

## 崇拝
テルミヌスという名前は境界石を指すラテン語で、共和政ローマ晩年期と同帝国で記録された彼の崇拝がこの石を中心としていたため、それが神だと特定できた。
著述家のシクルス・フラックスは、境界石が浄化される儀式を記録している。生贄の骨や灰や血は、穀物、蜂の巣、ワインとともに一点に集められて穴に置かれ、一番上に石が運ばれた。毎年2月23日、テルミナリアと呼ばれる祝祭はこの基本儀式の「年次更新」またはその反映と見なされる実演が含まれ、テルミヌスの栄誉において祝われた。近隣の家族は標の各側面を花冠（Garland）で飾り、祭壇ではテルミヌスへの捧げ物（オウィディウスはこれらもまた穀物、蜂の巣、ワインだと識別した）を作るのである。 標そのものは生贄となった子羊や豚の血に浸かってしまう。そしてテルミヌスを称える共同祝宴と讃美歌が続くのだった。
これらの儀式は個人の土地所有者によって行われたが、関連する公的な儀式もあった。オウィディウスは、ローマからヴィア・ローレンティナに至る6番目のマイルストーンでは、テルミナリアの日に羊の生贄があったと指摘する。これはおおむね、初期のローマ人と近隣のローレンタム人との境界に標をつけていたと考えられている。また、テルミヌスの石や祭壇はローマのカピトリヌの丘にあるユピテル・オプティムス・マキシムス神殿にあった。この石は空に晒されなければならないという信念から、真上の天井には小さな穴があった。時にテルミヌスとユーピテルとの関係は、テルミヌスをその最高神の側面と見なすものに拡大解釈された。ハリカルナッソスのディオニュシオスは"Jupiter Terminalis"に言及し、ある碑文は神の名を "Juppiter Ter"とした。
テルミヌスとの関連は、不動産的な境界からもっと一般的な境界まで広がる可能性がある、という証拠がいくつかある。共和政ローマの暦では、1年に閏月メルケディヌスが追加された時、それは2月23日か2月24日の後に置かれ、一部の古代著述家は、かつて1年の終わりが2月23日のテルミナリアだと確信していた。2月23日にキリスト教徒の迫害を開始するという、303年のディオクレティアヌスの決定は、テルミヌスを利用しての「キリスト教普及に制限を加える」企てだったと見なされている。

## 歴史

### 古代
古代の著述家たちは、テルミヌス崇拝がサビニ人起源であることに同意しており、ローマへの導入をローマ創始王ロームルス（統治、紀元前753-717）の同僚であるティトゥス・タティウス、もしくはロームルスの後を継いだ王ヌマ・ポンピリウス(同、紀元前717-673 )によるものだとした。ヌマ論を支持する著述家らは、財産（不動産）に対する暴力的紛争の防止という彼の動機を説明している。さらに、平和の保証人というテルミヌスの性格を保つべく、彼の最初期の崇拝には血の犠牲が含まれなかった、とプルタルコスは述べている。
カピトリヌ寺院の石は、タルクィニウス・プリスクス（統治、紀元前616-579年）またはタルクィニウス・スペルブス（同、紀元前535-510年代）の治世下で同寺院が建てられる以前から、カピトリヌの丘にある祭壇に位置していたと信じられていた。アウグルたちが、移動させてしまう各祭壇に神や女神が満足するかどうかを見定めるべく鳥占い（Augury）を行なった時、テルミヌスは単独または若い女神ユウェンタースと共にその許可を拒んだ。そのため石はカピトリヌ寺院に組み入れられ、動かないことが都市の境界の永続性にとって良い予兆だと考えられた。

### 現代
19世紀後半と20世紀の大半における学者の支配的な見解によれば、ローマの信仰は元来アニミズム的で、特定の対象物や活動に関連のある精神に直接向けられたものであり、それらが後に個人的存在を持つ独立した神として認識されたに過ぎない、というのが通説である。神話の欠落かつ物理的対象と密接に関連するテルミヌスは、そうした段階からほとんど発展しなかった神格の明白な例のように思われる。
テルミヌスのこの見解には最近でも若干の信奉者がいるが、他の学者はインド・ヨーロッパの並行論から、人格化されたローマ信仰の神々が街の基盤よりも先行していなくてはならないと主張している。ジョルジュ・デュメジルは、ローマの神格をそれぞれリグ・ヴェーダのミトラ、アリヤマン、バガと比較することで、ユーピテル、ユウェンタース、テルミヌスを始祖インド・ヨーロッパ3神格のローマ様式だと考えた。この見解において、最高神（ユーピテル / ミトラ）は少ない2神格と関わりがあり、1柱が男性の社会参入に関するもの（ユウェンタース / アリヤマン）、もう1柱が財物の公平分配（テルミヌス/ バガ）である。